# ナーガウル

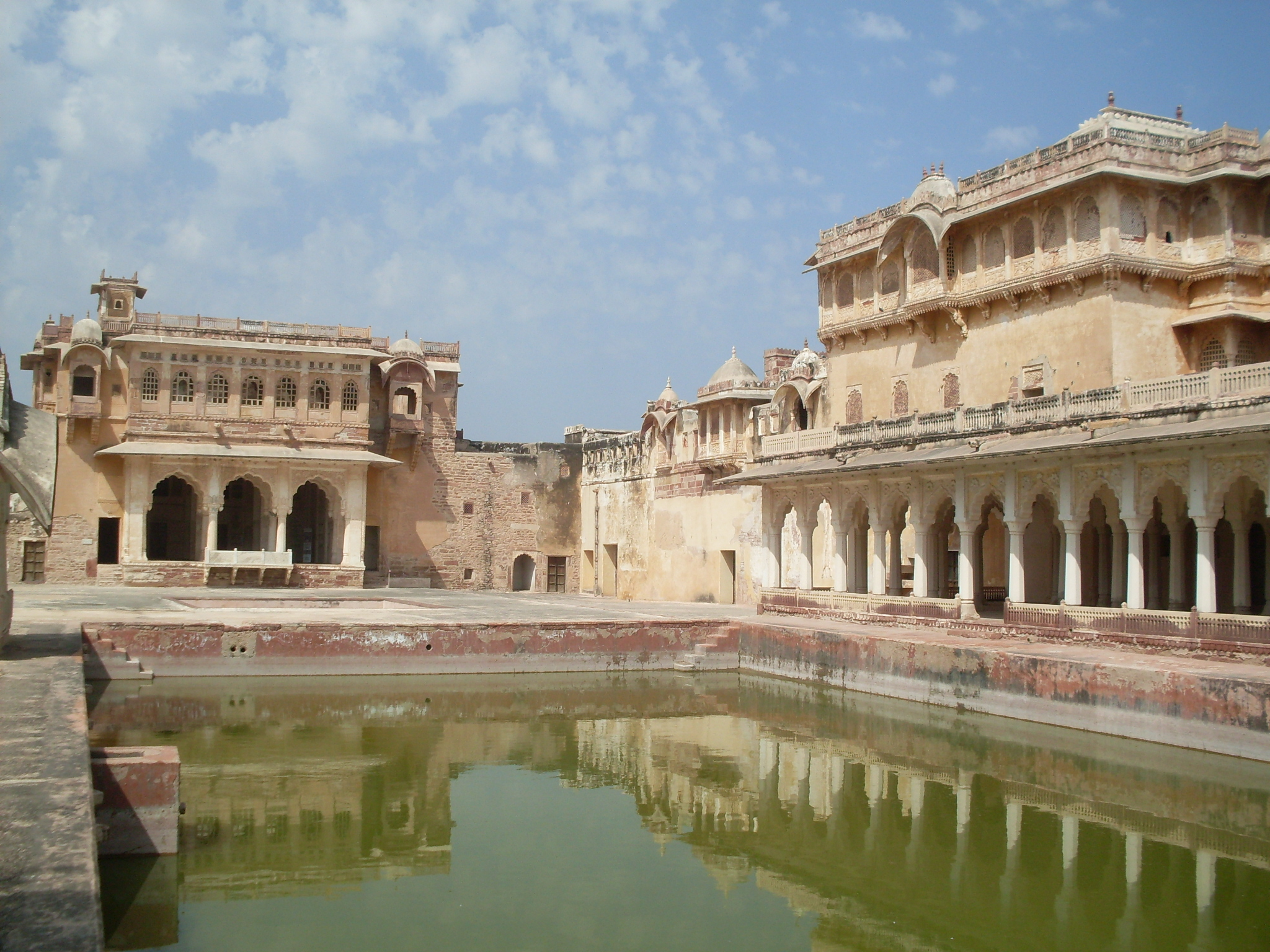
ナーガウル城

ナーガウル（ヒンディー語：नागौर、英語：Nagaur）は、北インドのラージャスターン州、ナーガウル県の都市。

## 歴史
古くはラージプートのマールワール王国の支配下にあり、ナーガウル城が建設された。
1755年7月、シンディア家の当主ジャヤッパージー・ラーオ・シンディアはこの都市を攻めた際に戦死した。